# سنجاب پرنده غول‌پیکر بوتان
سنجاب پرنده غول‌پیکر بوتان (نام علمی: Petaurista nobilis) نام یک گونه از سرده سنجاب‌های بندباز است.